# 大原野
大原野（おおはらの）とは京都市西京区の西部に位置する地名である。

## 概要
向日市の西側に位置し、町北部には洛西ニュータウンが開発されており、町東部の上里地域には小畑川が流れ、町西部には小塩山をはじめとする西山が広がっている。山間部では標高が高いためしばしば積雪がみられる。
また、京都市内の中心部からは離れており、文化面・交通面において隣接する向日市との結び付きも強い。

## 沿革
- 1959年（昭和34年）11月1日 乙訓郡の大原野村が右京区に編入。
- 1976年（昭和51年）10月1日 右京区から西京区に転区

## 観光・名所
- 大原野神社
- 善峯寺
- 十輪寺
- 京都竹の郷温泉
- 三鈷寺

## アクセス
- 阪急京都本線桂駅から京都市営バス西2系統乗車
- 阪急京都本線東向日駅から阪急バス
- 京都縦貫自動車道大原野インターチェンジ[1]